# Präsidentschaftswahl in Estland 2011

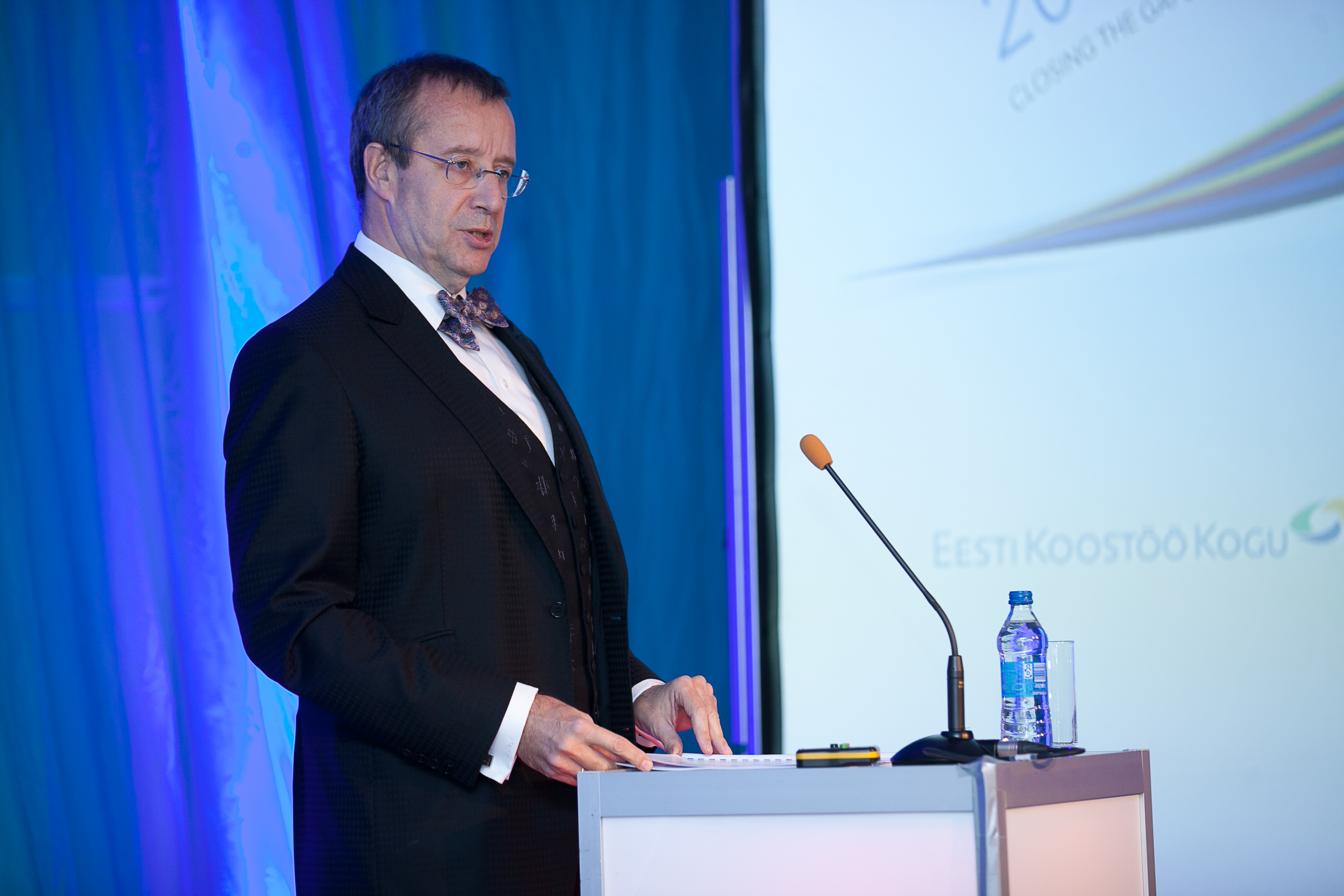
Staatspräsident Toomas Hendrik Ilves wurde am 29. August 2011 vom Parlament für eine zweite Amtszeit wiedergewählt.

Die Präsidentschaftswahl in Estland 2011 fand am 29. August statt. Dabei wurde der bisherige Amtsinhaber, Staatspräsident Toomas Hendrik Ilves, bereits im ersten Wahlgang vom Parlament für eine zweite fünfjährige Amtszeit wiedergewählt.

## Wahl
Das Wahlverfahren ist in § 79 der estnischen Verfassung sowie im Gesetz über die Wahl des Präsidenten (Vabariigi Presidendi valimise seadus) geregelt. Danach wird der Staatspräsident vom Parlament (Riigikogu) gewählt, beziehungsweise von einer eigens dafür einberufenen Wahlversammlung (valimiskogu), sollte eine Wahl durch die Abgeordneten in drei Wahlgängen scheitern. Erforderlich für die Wahl sind mindestens 68 Stimmen der 101 Abgeordnete des estnischen Parlaments (Zwei-Drittel-Mehrheit).
Der Sozialdemokrat Ilves, der 2006 ins Amt gekommen war, wurde für eine Wiederwahl von der liberalen Reformpartei, der konservativen Isamaa ja Res Publica Liit und den Sozialdemokraten unterstützt. Die drei Parteien kamen zusammen auf 75 der 101 Mandate.
Die oppositionelle Zentrumspartei stellte als Gegenkandidaten den parteilosen Europa-Abgeordneten Indrek Tarand auf. Die Partei hatte im Parlament 26 Mandate.

## Ergebnis
Bei der geheimen Abstimmung erhielt Toomas Hendrik Ilves 73 Stimmen und damit bereits im ersten Wahlgang die erforderliche Mehrheit; sein Gegenkandidat konnte 25 Stimmen auf sich vereinigen. Drei Wahlzettel waren ungültig. Damit war Toomas Hendrik Ilves für eine weitere fünfjährige Amtszeit wiedergewählt.